# Envenenamento da família Silva no Piauí
O envenenamento da família Silva no Piauí (também baião de dois envenenado ou caso do baião de dois envenenado ou caso do envenenamento no Piauí) aconteceu no dia 1º de janeiro de 2025 na cidade de Parnaíba, no norte do Piauí. Quatro pessoas morreram nos dias seguintes e uma quinta morreu semanas depois, enquanto quatro chegaram a ser hospitalizadas e tiveram alta. Um laudo do IML posteriormente apontou que o baião de dois consumido pelas vítimas estava envenenado com terbufós.
Francisco de Assis Pereira da Costa, padrasto de duas das vítimas fatais, foi preso no dia 8 de janeiro por possível envolvimento no crime, o que ele nega. Em 31 de janeiro, Maria dos Aflitos, a mulher de assassino, foi presa e confessou ter matado a vizinha, Maria Jocilene da Silva, com café envenenado, na tentativa de incriminá-la pela morte dos dois filhos e cinco netos e livrar o marido.  "Fiz por amor", disse.
O caso aconteceu oito dias após o envenenamento da família dos Anjos na cidade litorânea de Torres, no Rio Grande do Sul, e igualmente ganhou repercusão nos veículos da imprensa nacional, tendo sido divulgado no Fantástico  e nos portais G1 , Terra  e da Band .

## Contexto
Francisco de Assis Pereira da Costa morava com a companheira Maria dos Aflitos da Silva, e com os enteados, entre eles Manoel Leandro da Silva e Francisca Maria da Silva, que tinha três filhos pequenos. Meses antes, em meados de 2024, Francisca Maria já havia perdido dois filhos, Ulisses Gabriel (08 anos) e João Miguel (07), também envenenados, crime inicialmente atribuído a uma vizinha, Lucélia Maria da Conceição Silva, que estaria descontente porque as crianças pegavam cajus de sua propriedade sem autorização. À época, Lucélia foi acusada por Francisco e Maria dos Aflitose a polícia revistou sua casa e ao encontrar terbufós deduziu que ela havia matado os meninos com cajus envenenados. No entanto, um laudo liberado no dia 9 de janeiro de 2025 apontou que as frutas estavam livres do veneno e Lucélia foi imediatamente solta.  "Agora, a investigação foi reaberta e as suspeitas do crime anterior também recaem sobre Francisco", reportou o programa Fantástico no dia 12.
Ao todo, na época do crime, onze pessoas moravam na casa de dois cômodos, disse o delegado.

## Crime

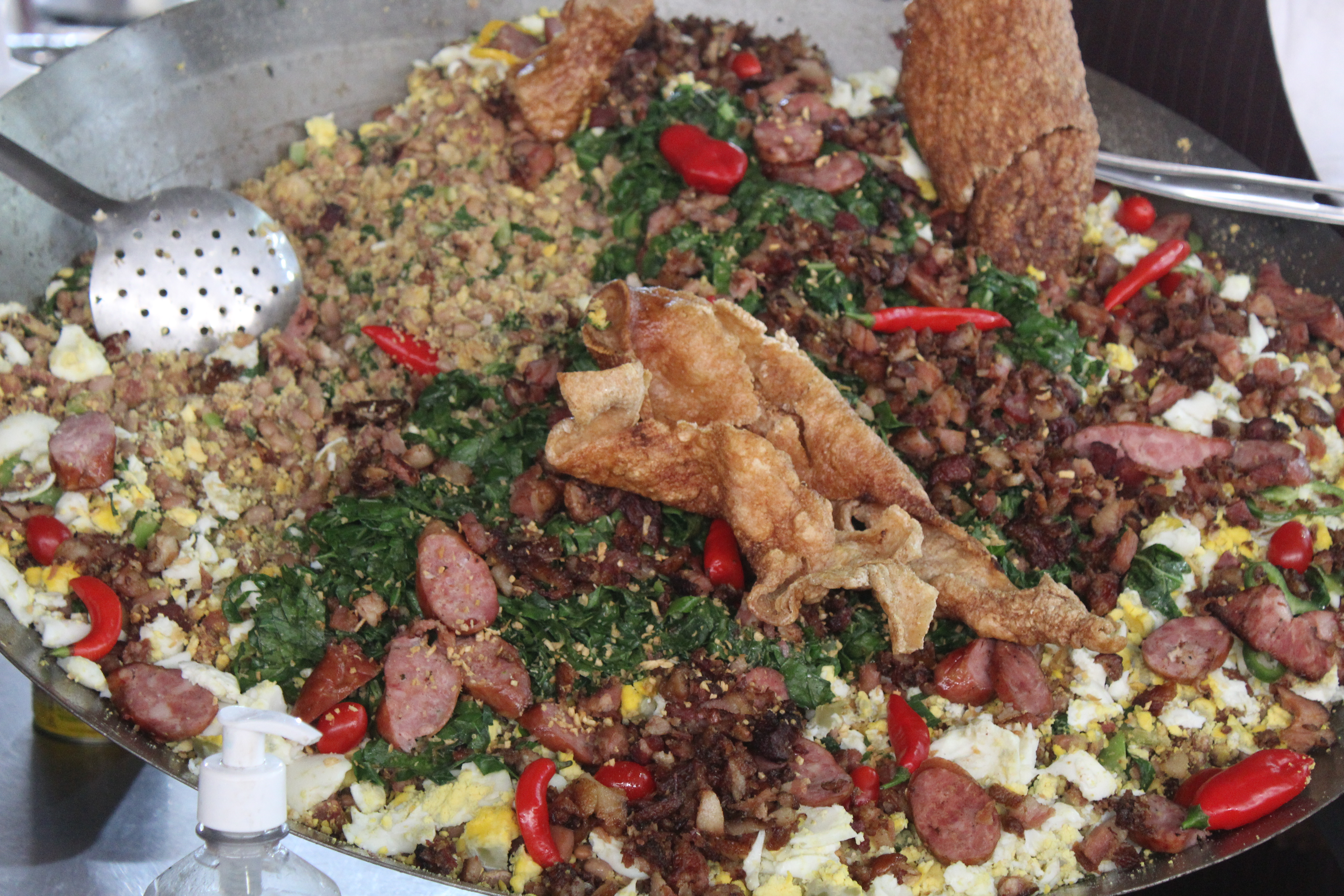
Baião de dois (imagem meramente ilustrativa)

Para ceia da virada de ano de 31 de dezembro de 2024 Maria dos Aflitos preparou um baião de dois. Todos comeram e alguns membros da família depois foram para sus casas.
No dia 1º de janeiro todos voltaram a se encontrar na casa de Francisco e fritaram peixes que haviam recebido como doação no dia anterior. Francisco teria, então, insistido para que a sobra do baião de dois fosse requentada para o almoço. Depois que todos comeram, nove pessoas da família passaram mal, incluindo três crianças e o acusado. "Terminaram de comer e meu menino já começou a passar mal e aí foi um atrás do outro. Não sabia o que fazia, se acudia um ou se acudia o outro”, disse Maria dos Aflitos ao Fantástico.
O estado de saúde de Manoel Leandro da Silva, enteado de Francisco, se agravou a ponto dele morrer na ambulância e as outras pessoas foram internadas no Heda (Hospital Regional Dirceu Arcoverde).

### Reviravoltas
Além da prisão de uma inocente, Lucélia Maria da Conceição Silva, que à época em que foi acusada e presa quase foi linchada e teve a casa queimada, o Fantástico revelou em 03 de fevereiro que a matriaca Maria dos Aflitos havia sido presa no dia 31 de janeiro após ter confessado ter matado a vizinha, Maria Jocilene da Silva, com café envenenado, na tentativa de incriminá-la pela morte da família. Segundo a polícia, Maria Jocilene era ex-nora de Maria dos Aflitos, mas duas tinham um caso amoroso e em depoimento a acusada disse que se arrependia "amargamente" de ter cometido o crime. No caso de Lucélia, Chico Lucas, Secretário de Segurança Pública do Estado do Piauí, tentou justificar: "A polícia foi ludibriada pelos verdadeiros autores que disseram que as crianças foram envenenadas pela vizinha", afirma o secretário Chico Lucas.

## Vítimas
Igno, de 1 ano e 8 meses, filho de Francisca Maria, morreu no dia 2 e suas duas irmãs, Lauane e Maria Gabriela, foram transferidos no dia 03 para o Hospital de Urgência de Teresina (HUT).
- Fatais: Manoel Leandro da Silva (18 anos, enteado de Francisco, morreu em 01/01), Igno Davi da Silva (1 ano e 8 meses, filho de Francisca Maria, morto em 02/01), Lauane da Silva (03 anos, filha de Francisca Maria), Francisca Maria (mãe que perdeu 4 filhos por envenenamento, faleceu em 07/01), Maria Gabriela da Silva (04 anos, filha de Francisca Maria, morta em 21/01) e Maria Jocilene da Silva (32 anos, ex-nora de Maria dos Aflitos, faleceu em 24/01).[1][2][13]

- Liberadas: menino (11 anos, filho do acusado), uma adolescente (17 anos, irmã de Manoel)  e o próprio acusado (a polícia investiga se de fato Francisco comeu o baião de dois). Maria Jocilene também chegou a se intoxicar, mas foi liberada, sendo morta semanas depois por Maria.[1][14] Maria dos Aflitos, esposa de Francisco, não almoçou no dia 1º de janeiro e a polícia investiga se ela era cúmplice de Francisco.[12]

## Investigações
Os sintomas, de intoxicação alimentar, levaram as equipes de saúde a pedirem exames e um laudo do IML posteriormente apontou envenenamento por terbufós. A análise dos alimentos encontrados na casa indicou que o veneno havia sido posto no baião de dois. "Estava em todo o arroz, em grânulos visíveis", disse o médico Antônio Nunes, diretor do IML, no dia 06 de janeiro, quando o laudo foi liberado. Diversas pessoas foram ouvidas, incluindo o casal que doou os peixes, do tipo manjuba. Eles, como já haviam feito em outros anos, haviam entregado peixes e cestas básicas para diversas outras famílias do bairro e ninguém mais havia passado mal além da família Silva.
O delegado Abimael Silva acredita que Francisco tenha envenenado o baião na madrugada de 1º de janeiro. "No dia 31, a família fez o baião de dois e consumiu, mas ninguém passou mal. Só depois do meio dia do dia 1º começaram a sentir os efeitos", disse. "Conforme os depoimentos, Francisco foi o último a ir dormir depois da festa, por volta das 4h da madrugada. Ele ficou responsável por fechar a residência. Para a polícia, o suspeito pode ter aproveitado esse momento para colocar o veneno no arroz", explicou o G1. Apesar de ter sido levado ao hospital, o delegado também acredita que Francisco pode ter fingido que estava passando mal. Exames irão detectar a presença do veneno em seu sangue ou não.

### Motivação
Segundo o delegado, o acusado não gostava e não falava com nenhum dos enteados. "Ele revelou, bem como as enteadas, que o relacionamento entre eles era conturbado, para dizer o mínimo. Ele não falava com nenhum dos filhos da esposa e tinha um sentimento de ódio específico em relação à Francisca Maria, mãe das crianças. Esse sentimento de ódio era tão grande que mesmo com ela no leito da morte, ele não conseguia esconder isso no depoimento dele. Ele disse que quando olhava para ela sentia nojo e raiva. Isso são palavras dele no depoimento dele", disse o delegado. A principal motivação apontada posteriormente foi econômica e segundo o secretário de Segurança Pública Chico Lucas, "eles queriam se livrar dos filhos. Era uma situação de muita pobreza".

## Prisão, julgamento e pena
Francisco da Costa foi preso no dia 08 de janeiro como o principal suspeito de ter cometido o crime. Segundo o delegado Abimael Silva, Francisco deu três versões sobre o envenenamento do baião. "Ele primeiro disse que não tinha chegado perto da panela, depois disse que tinha chegado, depois disse que não tinha orientado ninguém a usar o arroz. Essas informações entram em contradição com os demais depoimentos, que estão em consonância", disse o delegado. O acusado também teria sido a última pessoa a se deitar na madrugada de 1º de janeiro, horário que pode ter aproveitado para envenenar a comida, acredita o delegado. Quando chegou à prisão, aos jornalistas ele disse: "Eu não sei, a polícia foi lá. Não tenho nada a dizer, não. A polícia vai saber”.
Em 25 de março de 2025, a Justiça do Piauí tornou réu o casal acusado do envenenamento de nove pessoas da família e de uma vizinha.